# 布洛涅 (旺代省)
布洛涅（法語：Boulogne，法語發音：[bulɔɲ]）是法国卢瓦尔河地区大区旺代省的一个旧市镇，位于该省中部偏东北，属于永河畔拉罗什区。2016年1月1日，布洛涅和相邻的另外3个市镇合并为新市镇埃萨尔昂博卡日。

## 地理
布洛涅（46°47'40"N, 1°19'16"W）面积12.23 平方千米，位于法国卢瓦尔河地区大区旺代省，该省份为法国西部沿海省份，北起大西洋卢瓦尔省和曼恩-卢瓦尔省，西临大西洋，南至滨海夏朗德省，东部及东南部与德塞夫勒省接壤。
与布洛涅接壤的市镇（或旧市镇、城区）包括：绍谢、永河畔栋皮埃尔、埃萨尔昂博卡日、拉梅拉蒂耶尔、莱塞萨尔。
布洛涅的时区为UTC+01:00、UTC+02:00（夏令时）。

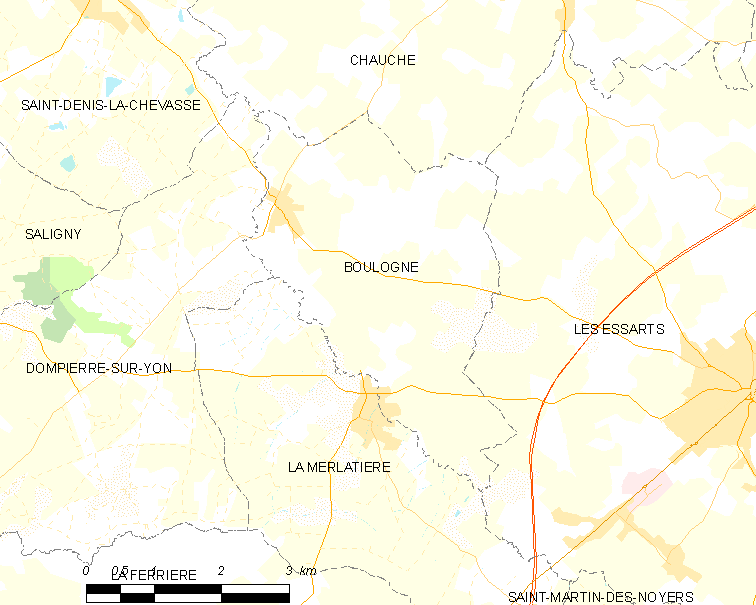
布洛涅的OSM定位图

## 行政
布洛涅的邮政编码为85140，INSEE市镇编码为85030。

## 政治
布洛涅所属的省级选区为尚托奈县。

## 人口

1962-2008年间布洛涅人口变化图示

布洛涅于2018年1月1日时的人口数量为972人。